# Isa Souza
Isa Souza sinh ngày 26 tháng 1 năm 1975 tại Santa Rosa, một thị trấn nhỏ ở miền nam Brazil. Khi lớn lên, cô đã đến Argentina nhiều lần và do sự pha trộn văn hóa châu Âu và Mỹ Latinh, cô đã học nói tiếng Bồ Đào Nha (bản địa), tiếng Anh và tiếng Tây Ban Nha.
Vào những năm đầu đời, Isa sống trong một trang trại với ba chị gái và một anh trai của mình, cũng như cha cô, người đã dạy cô về tầm quan trọng của việc chăm sóc thiên nhiên, ăn uống lành mạnh và trồng thực phẩm hữu cơ.

## Giáo dục
Isa Souza đã nghiên cứu ẩm thực tại các trường ẩm thực khác nhau trên thế giới, bao gồm Viện ẩm thực Pháp, nơi cô trở thành Đầu bếp chuyên nghiệp vào năm 2011 tại học các kỹ thuật từ Master Chefs Herve Malivert và Dave Arnold. Cô cũng chịu ảnh hưởng từ Đầu bếp Pháp Alain Ducasse và Đầu bếp người Tây Ban Nha Jose Andrés, hai chuyên gia được công nhận trên trường quốc tế về nghệ thuật ẩm thực.
Isa đã nghiên cứu luật quốc tế tại Liên minh châu Âu, sau khi có bằng Thạc sĩ Luật khi cô học tại Brazil và Tây Ban Nha.

## Sự nghiệp
Đầu bếp Isa sử dụng các kỹ thuật nấu ăn khác nhau như Sous Vide, giữ lại các chất dinh dưỡng và nước ép thiết yếu trong thực phẩm. Cô cũng là người ủng hộ cho ẩm thực sinh thái, Phong trào thực phẩm chậm và sử dụng các chất hữu cơ theo mùa bất cứ khi nào, cô chuẩn bị các công thức nấu ăn của Mỹ, Ý, Thái Lan và Tunisia, các món đặc sản của cô.
Sự nghiệp của cô đã cho phép cô tham gia vào các sự kiện và sản phẩm khác nhau, đáng chú ý nhất là chương trình truyền hình Isa Vida y Sabor, cũng như The International Festival Du Pain, một cuộc thi ẩm thực cao cấp ở Tunisia, nơi cô được mời làm giám khảo. Vào năm 2013, cô đã viết cuốn sách Isa Vida y Sabor  để chia sẻ một số công thức và kỹ thuật của mình với nhiều đối tượng hơn.
Isa hỗ trợ một số tổ chức phi lợi nhuận và cộng đồng bao gồm Chiến dịch Nhân quyền (HRC), Viện Ung thư St. Jude và tổ chức Thực phẩm Chậm.